# Gachalá (smaragd)

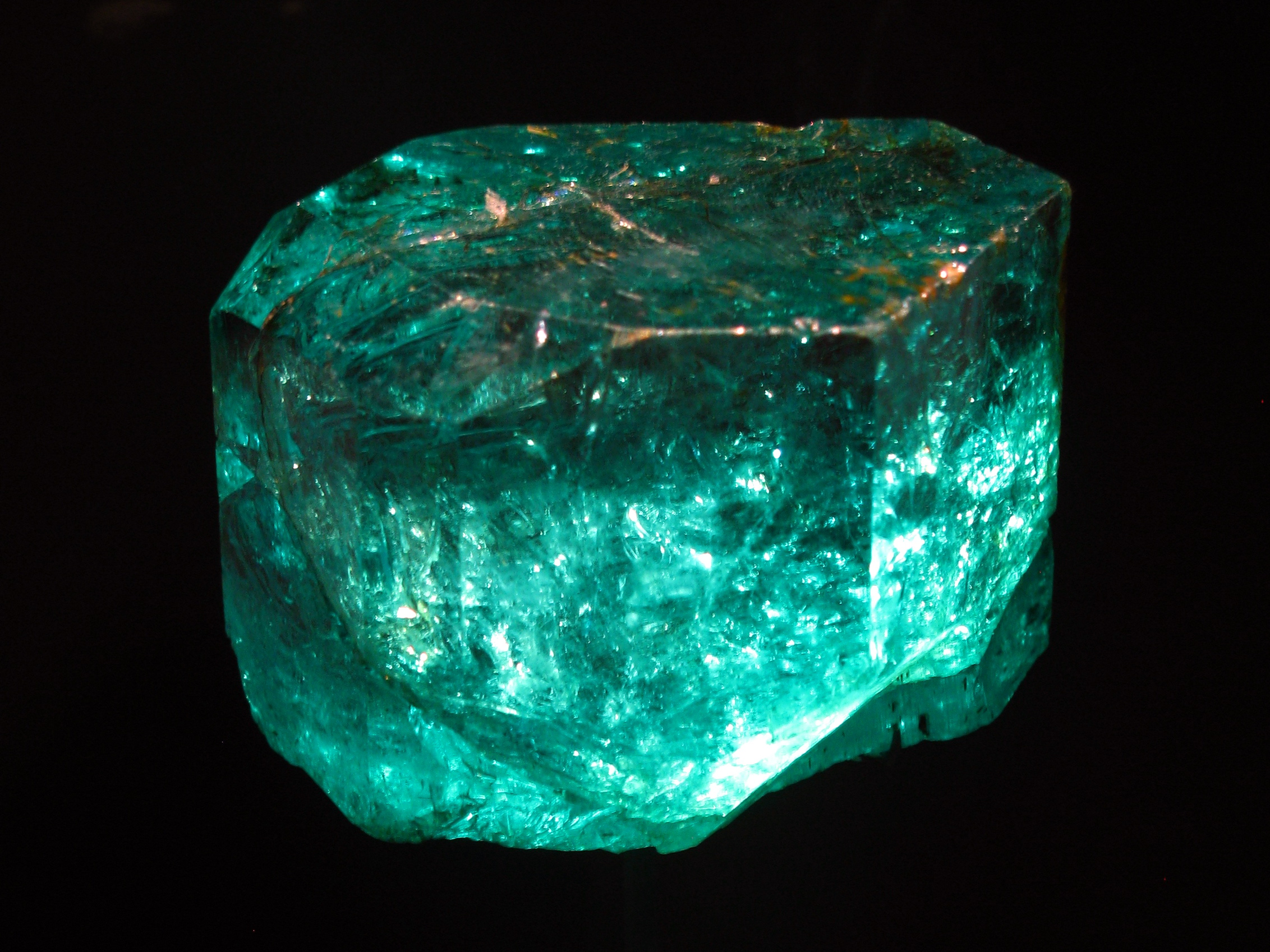
A Gachalá smaragd

A Gachalá a világ egyik legértékesebb smaragdja. A 858 karátos (172 grammos) drágakövet 1967-ben találták Kolumbiában, a Cundinamarca megyei Gachalá közelében, a Vega de San Juan bányában. Értékét az adja, hogy rendkívül ritkák az ekkora méretű és színüket ilyen jól megőrző smaragdok. A feldarabolatlan, nyers drágakövet 1969-ben Harry Winston a washingtoni Smithsonian Intézetnek adományozta, azóta is ennek a gyűjteményének a részét képezi, katalógusszáma 122078.